# Lunar Ligaen
Lunar Ligaen er en dansk holdturnering i padeltennis. Til forskel fra almindelige turneringer, hvor man spiller som par, spiller man i Lunar Ligaen i stedet for sin klub, og et hold består af typisk af 6-10 spillere, til forskel fra de almindelige to spillere i normale turneringer.
Den blev første gang spillet i efteråret 2020, under navnet DPF Padel Liga, men skiftede inden starten på 2. sæson navn til Lunar Ligaen, som den stadig hedder i dag. Lunar Ligaen bliver afholdt to gange om året, en udgave om foråret og en udgave om efteråret.
I den seneste udgave (foråret 2024), var der 8110 deltagende spillere.
I Lunar Ligaen kan både mænd og kvinder deltage, men der er også en udgave kun for kvinder under navnet Lunar Ligaen 4P.
Arrangøren af Lunar Ligaen er Dansk Padel Forbund.

## Resultater i Lunar Ligaen
|                | Guld                | Sølv              | Bronze             | Deltagerantal |
| -------------- | ------------------- | ----------------- | ------------------ | ------------- |
| Foråret 2024   | Hvidovre Padel Klub | Racket Club Elite | Team Padel Star 1  | 8110          |
| Efterår 2023   | Racket Club Elite   | Team Padel Star 1 | Team PadelBoxen    | 6513          |
| Foråret 2023   | Racket Club Elite   | Team Padel Star 1 | Team PadelBoxen    | 5057          |
| Efteråret 2022 | Team Racket Club    | Team Padel Star 1 | Racket Club Kløver | 3818          |
| Foråret 2022   | Team Racket Club    | Team Padel Star 1 | Team PadelBoxen    | 3010          |
| Efteråret 2021 | Team PadelBoxen     | Team Racket Club  | The Padel Club     | 1938          |
| Foråret 2021   | Team PadelBoxen     | Go Yard           | Team Racket Club   | 1280          |

## Alle medaljer
| Rangering | Hold                | Guld | Sølv | Bronze | Total |
| --------- | ------------------- | ---- | ---- | ------ | ----- |
| 1         | Racket Club         | 4    | 2    | 1      | 7     |
| 2         | Team PadelBoxen     | 2    | 0    | 3      | 5     |
| 3         | Hvidovre Padel Klub | 1    | 0    | 0      | 1     |
| 4         | Team Padel Star 1   | 0    | 4    | 1      | 5     |
| 5         | Go Yard             | 0    | 1    | 0      | 1     |
| 6         | The Padel Club      | 0    | 0    | 1      | 1     |